# Delphyre pyrozona
Delphyre pyrozona là một loài bướm đêm thuộc phân họ Arctiinae, họ Erebidae.